# Dendropanax
- Commons
- Wikispecies

Dendropanax é um género botânico pertencente à família Araliaceae.